# Tephrosia zoutspanbergensis
Tephrosia zoutspanbergensis là một loài thực vật có hoa trong họ Đậu. Loài này được Bremek. miêu tả khoa học đầu tiên.